# الإبقار (القفر)

تعديل مصدري - تعديل

الابقار محلة تابعة لقرية الساتى، التابعة لعزلة بني سيف العالي بمديرية القفر إحدى مديريات محافظة إب في الجمهورية اليمنية، بلغ تعداد سكانها 77 حسب تعداد اليمن لعام 2004.